# Río Kamchiya
El río Kamchiya, también transliterado como Kamchia y Kamčija (en búlgaro: Камчия), es un río costero de 244,5 kilómetros de largo que discurre por el este de Bulgaria, el río más largo en la península de los Balcanes que desemboca directamente en el mar Negro. Se parte de la confluencia de dos ríos que brotan del este de Stara Planina, Golyama Kamchiya (a su vez formado por la confluencia de los ríos Ticha y Vrana) y Kamchiya Luda, los flujos hacia el este hasta el mar Negro y desemboca en ella 25 km al sur de Varna, en la estación turística de Kamchyia.